# Mayflower compact

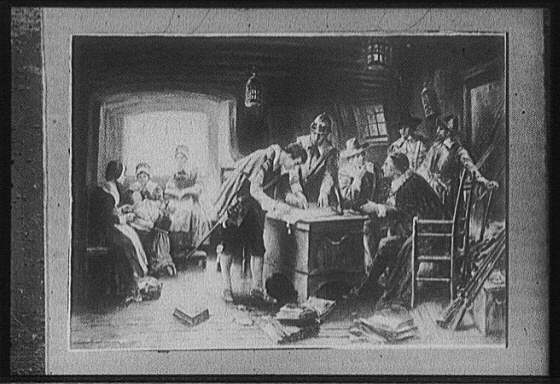
Podpisywanie umowy
(obraz Edward Percy Moran z muzeum w Plymouth)

Mayflower compact – umowa zawarta 11 listopada 1620 roku przez 41 męskich osadników („ojców pielgrzymów”) zdążających na pokładzie statku „Mayflower” na tereny przyznane przez króla Jakuba I Kompanii Wirgińskiej.
Wedle zawartej umowy osadnicy planowali pozostać lojalnymi poddanymi króla Jakuba, utworzyć jedną społeczność, wspólnie stanowić dla dobra kolonii prawa i tworzyć urzędy oraz prowadzić religijne życie. Dla takich zasad motywację znajdowano w chrześcijaństwie, w jego purytańskiej odmianie.

## Lista sygnatariuszy umowy
1. John Carver
2. Digery Priest
3. William Brewster
4. Edmund Margesson
5. John Alden
6. George Soule
7. James Chilton
8. Francis Cooke
9. Edward Doten
10. Moses Fletcher
11. John Ridgate
12. Christopher Martin
13. William Mullins
14. Thomas English
15. John Howland
16. Stephen Hopkins
17. Edward Winslow
18. Gilbert Winslow
19. Myles Standish
20. Richard Bitteridge
21. Francis Eaton
22. John Tilly
23. John Billington
24. Thomas Tinker
25. Samuel Fuller
26. Richard Clark
27. John Allerton
28. Richard Warren
29. Edward Liester
30. William Bradford
31. Thomas Williams
32. Isaac Allerton
33. Peter Brown
34. John Turner
35. Edward Tilly
36. John Craxton
37. Thomas Rogers
38. John Goodman
39. Edward Fuller
40. Richard Gardiner
41. William White

Umowa „Mayflower compact” uznawana jest za pierwowzór amerykańskiej umiejętności samoorganizacji i podstawę dla amerykańskiej konstytucji.